# П'єр Сег'є
П'єр Сег'є́ (фр. Pierre Séguier; 28 травня 1588, Париж — 28 січня 1672, Сен-Жермен-ан-Ле, поблизу Парижа) — єдиний герцог де Вільмор — канцлер Франції (з перервами в 1650—1651 та 1652—1656 роках), член Французької академії (крісло № 1).

## Біографія
П'єр Сег'є походив зі знаменитого роду адвокатів із Керсі. Син Жана Сег'є (пом. 1596), заступника паризького прево у цивільних справах, та онук П'єра I Сег'є (1504—1580), судді й магістрата паризького парламенту в 1554—1576 роках. Його матір'ю була Марі Тюдер, яку вважали однією з найкрасивіших жінок свого часу. У 29 років Марі Сег'є залишилася вдовою і одна виховувала дітей. 1615 року вступила до ордену кармеліток . П'єр Сег'є був першим учнем у єзуїтському коледжі Ла Флеш, його підтримував дядько Антуан Сег'є (1552—1624), президент рахункової палати паризького парламенту .
З 1621 до 1624 року Сег'є був інтендантом Гвієни, у цей час він зблизився з губернатором провінції герцогом д'Еперноном . За 9 років перебування на посаді президента рахункової палати (1624—1633), успадкованої від дядька, добре зарекомендував себе перед кардиналом Рішельє. 1633 року Сег'є став міністром, 4 грудня 1634 року — охоронцем печатки, а 11 грудня 1635 року — канцлером Франції. Перебуваючи в тіні Рішельє і Мазаріні, зіграв одну з ключових ролей в затвердженні абсолютизму у Франції. Брав участь в гучних судових процесах: маркіза Сен-Мара (1642), Нікола Фуке (1661).
1639 року Рішельє відрядив Сег'є на чолі збройних загонів на придушення повстання в Нормандії проти підвищення габеля (соляного податку). Канцлер, наділений надзвичайними повноваженнями, незважаючи на прохання про милосердя архієпископа Руанского де Арле, вчинив жорстоку розправу над повстанцями.
Тісно пов'язаний з кардиналом Мазаріні, Сег'є був одним із тих, хто сприяв в 1643 році передачі регентства Анні Австрійській всупереч заповіту Людовика XIII . При Мазаріні Сегє став міністром закордонних справ.
Під час Фронди, 27 серпня 1648 року в «День паризьких барикад» тільки дивом уник загибелі від розлюченого натовпу, однак 1652 року перекинувся на інший бік і деякий час підтримував Гастона Французького і принца Конде. Проте, коли в серпні 1652 року король закликав канцлера в парламент, утворений ним в Понтуазі, Сег'є втік з Парижа. Одержав прощення, і, всупереч бажанню королеви, завдяки Мазаріні знову став на чолі всієї судової системи.
1661 року фактично був відсторонений від контролю над фінансовою адміністрацією, проте за наполяганням короля залишався присутнім у Королівській раді фінансів при обговоренні особливо важливих питань, зокрема встановлення тальї та затвердження відкупів. З 1666 року був головою комісії з реорганізації французької поліції і брав участь в розробці кримінальної постанови 1670 року.
З 1631 року Сег'є протегував художникові Шарлю Лебрену, який завдяки матеріальній підтримці канцлера вивчав образотворче мистецтво в Римі (1642—1645). Сег'є опікав Лебрена до 1662 року, коли той став першим художником короля Людовика XIV. Як освічена людина і пристрасний бібліофіл, Сег'є зібрав величезну бібліотеку, що налічувала 4 тисячі рукописів і 10 тисяч книг. Значна частка його приватної бібліотеки зараз є окресою Національної бібліотеки Франції. Так грецькі рукописи Сег'є входять зараз до Фонду Куалена (Fonds Coislin) Національної бібліотеки.
Після смерті Рішельє він протегував Французькій академії. Сег'є був першою особою, обраною до Французької академії в рік її створення, де він, природно, зайняв крісло № 1. Певний час академія навіть збиралася в міському палаці Сег'є на вулиці Ґренель-Сент-Оноре (rue de Grenelle-Saint-Honoré).
Помер 28 січня 1672 року. Прах Сег'є був урочисто похований 18 березня 1672 року в кармелітському монастирі Понтуаза . Оформлення церемонії було доручено Шарлю Лебрену.

## Родина
Сег'є був одружений з Мадлен Фабрі, в цьому шлюбі народилися дві дочки:
- Марі (1618—1710), її перший чоловік — П'єр Сезар дю Камбо, маркіз де Куален, небіж Рішельє. Другий чоловік — Гі де Лаваль-Буа-Дофін. Мати П'єра дю Камбо де Куалена, єпископа і кардинала Орлеанського.
- Шарлотта (1622-5 червня 1704), її перший чоловік (1639) — Максиміліан III Бетюн, герцог де Сюллі; другий (1668) — Гастон Анрі де Бурбон, герцог де Верней, узаконений син Генріха IV і Генрієтти д'Антраг .

## В літературі
П'єр Сег'є — один і епізодичних персонажів знаменитих романів Александра Дюма-батька " Три мушкетери " і " Двадцять років по тому ".